# British Sounds
British Sounds és una pel·lícula documental de 1969 creada pel Grup Dziga Vertov (Jean-Luc Godard i Jean-Pierre Gorin) en col·laboració amb Jean-Henri Roger, per la South London Weekend Television. La cadena britànica es va negar, però, a emetre el documental i només en va difondre uns pocs fragments.

## Argument
Es tracta d'un documental polític marxista sobre la condició de la classe obrera anglesa a finals dels anys seixanta. El documental, així com llargs travellings dels treballadors a la cadena de muntatge en una fàbrica de cotxes, i una fotografia de la vagina d'una nena, també porta a grups d'estudiants universitaris que protestaven canviant la lletra d'algunes cançons dels Beatles, una reunió de sindicalistes trotskistes, les imatges de la Guerra del Vietnam, etc., en el més pur estil de l'època Godard "militant".

## Grup Dziga Vertov
El Grup Dziga Vertov va sorgir de la trobada entre Jean-Luc Godard, cineasta que qüestiona el seu paper i té previst passar a l'acció política, i Jean-Pierre Gorin, activista polític, interessat en el llenguatge del cinema.British Sounds ve a representar "una de les primeres temptatives" del col·lectiu per crear una obra que compleixi amb dos requisits: ser "una expressió de la militància" i al mateix temps actuar sobre el pla lingüístic i metalingüístic. D'una banda, en absència de tema i de personatges, el paper de l'autor es dissol en la disciplina totalitzant de l'economia política, a "cridar a la batalla". D'altra banda, això passa amb un procedir dialèctic, que contínuament posa en lluita "una imatge contra una altra imatge, un so contra un altre so".